# Nadeem-Shravan
Nadeem-Shravan (a volte citato come Nadeem Shravan) è un duo di compositori, attivi principalmente nell'industria cinematografica di Bollywood. Il nome del duo deriva dai nomi dei due componenti Nadeem Saifi (6 agosto 1954) e Shravan Rathod (13 novembre 1954 – 22 aprile 2021). Hanno vinto in quattro occasioni il Filmfare Awards.

## Carriera

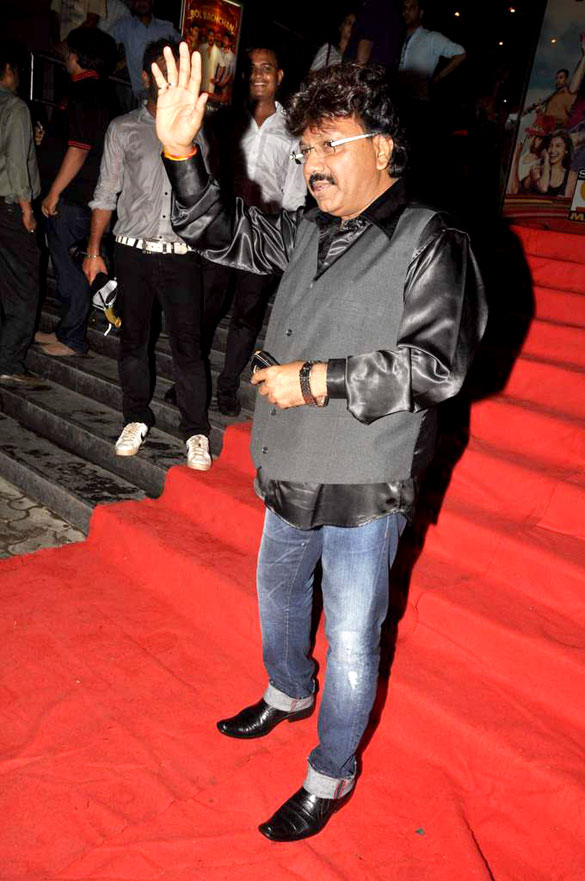
Shravan Rathod

Nadeem-Shravan sono stati due fra le figure più prominenti nell'industria di Bollywood durante gli anni novanta ed i primi anni duemila. Sono conosciuti per aver realizzato brani musicali particolarmente orecchiabili dal ritmo incalzante (spesso accentuato da percussioni tipiche della musica latino-americana) e grandi melodie. I principali cantanti in Lingua hindi come Kumar Sanu, Udit Narayan, Sonu Nigam, Abhijeet, SP Balasubramanyam, Kavita Krishnamurthy, Sadhana Sargam, Alka Yagnik, Anuradha Paudwal e molti altri hanno lavorato per loro.
Il duo ha composto la colonna sonora per numerosi film, fra cui Aashiqui (1990), Saajan (1991), Deewana (1992), Hum Hain Rahi Pyar Ke (1993), Dilwale (1994), Raja (1995), Barsaat (1995), Agni Sakshi (1996), Jeet (1996), Raja Hindustani (1996), Pardes (1997), Sirf Tum (1999), Dhadkan (2000), Kasoor (2001), Raaz (2002), Andaaz (2003), Tumsa Nahi Dekha (2004), Bewafaa (2005) e molti altri. Nei loro confronti, si è espresso positivamente anche Paul McCartney.